# Matylda Buczyńska
Matylda Klara Konstancja Buczyńska z domu Günther von Hildesheim (ur. 11 stycznia 1811 w Wilnie, zm. 1 listopada 1867 w Warszawie) – inicjatorka ruchu patriotycznego przed powstaniem styczniowym, filantropka, założycielka Bractwa św. Wincentego a Paulo w Wilnie i jego prezeska.

## Życiorys
Była najstarszą córką hrabiów Adama Günthera von Hildesheim i Aleksandry z Tyzenhauzów. Miała dwie siostry: Gabrielę i Idalię.
Dorastała w majątku Pokraszawa pod Słuckiem. W 1818 rodzina przeniosła się do dworu we wsi Dobrowlany, który ojciec zbudował w klasycystycznym stylu. Zimą rodzina mieszkała w Wilnie, uczestniczyła w życiu towarzyskim i kulturalnym miasta.
W 1834 Matylda wyszła za mąż za właściciela ziemskiego Maurycego Buczyńskiego, właściciela majątku w rejonie miadzielskim niedaleko jeziora Święciany. Później kupił majątki w okolicach jeziora. Buczyńscy nie mieli dzieci.
W 1851, kiedy Adam Günther podzielił swoje majątki między córki, Matyldzie przypadły Dobrowlany. Matylda Buczyńska ufundowała ołtarz św. Izydora w kościele w Niestaniszkach.
Po śmierci męża Matylda Buczyńska przez jakiś czas mieszkała w Paryżu. Tam poznała ludzi zaangażowanych w działalność filantropijną. Otrzymała zgodę na założenie w Wilnie Bractwa św. Wincentego a Paulo.
W 1859–1860 Matylda Buczyńska wróciła do Wilna. Rozpowszechniła ideę bractwa wśród wileńskich ziemianek i arystokracji. Pomysł poparł biskup wileński Adam Stanisława Krasiński. W pierwszym spotkaniu bractwa (1860) uczestniczyło około 100 kobiet z wyższych sfer. Celem bractwa była pomoc ubogim i chorym. Matylda Buczyńska została pierwszą prezeską bractwa. Ufundowała m. in. pomnik na cmentarzu na Rossie datowany na lata 1857–1860.
Wspierała i inicjowała ruch przed powstaniem styczniowym. Pomagała powstańcom. W 1861 komisja śledcza, działając na zlecenie Michaiła Murawiowa, oskarżyła bractwo na czele z Buczyńską o działalność antypaństwową. Buczyńska została aresztowana i przesłuchana. Zesłano ją do Niżnego Nowogrodu, ukarano grzywną, a majątek skonfiskowano. Zanim wyjechała na Syberię, ukrywała w majątku w Dobrowlanach pisarza Wincentego Dunina-Marcinkiewicza. Pozostała tu do 1864.
W 1864 Buczyńska poprosiła o pozwolenie na powrót do ojczyzny. Krótko po powrocie do Wilna zmarła. Została pochowana na warszawskich Powązkach.